# Joe Higgins

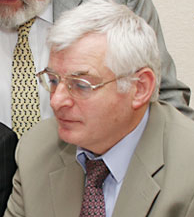
Joe Higgins

Joe Higgins (* 1. Mai 1949 in Lispole, County Kerry) ist ein irischer Politiker der Socialist Party. Er war von 1997 bis 2007 und erneut von 2011 bis 2016 Mitglied des Dáil Éireann sowie von 2009 bis 2011 Mitglied des Europäischen Parlaments.

## Kindheit und Ausbildung
Joe Higgins wurde 1949 als eins von neun Kindern einer kleinbäuerlichen Familie in Lispole, County Kerry geboren. Nach seiner Schulausbildung strebte er den Beruf des Priesters an. Als Teil seiner Ausbildung wurde er in den 60ern in die USA geschickt, um in Minnesota ein Priesterseminar zu besuchen. Dort wurde er vor dem Hintergrund der Proteste gegen den Vietnamkrieg und der Bürgerrechtsbewegung politisiert. Später wurde er Atheist und sagte über seine Zeit im Priesterseminar: „Welche Wahl hatte man in Irland, besonders zu meiner Zeit, wo man schon ab der Taufe den katholischen Glauben eingeimpft bekam? Später dann kann man selbst kritisch denken.“

## Politische Aktivität
Er kehrte nach Irland zurück und studierte in Dublin Anglistik und Französisch. Einige Jahre lang arbeitete er als Lehrer an verschiedenen Schulen in der dubliner Innenstadt. An der Universität trat er in die Irish Labour Party ein und wurde in der Militant Tendency aktiv, einer trotzkistischen Gruppe die Entrismus in der Labour Party betrieb. Während seiner Zeit in der Labour Party trat er stets gegen Regierungsbeteiligungen ein. In den 1980er Jahren wurde er in den Parteivorstand gewählt. 1989 wurde Higgins zusammen mit anderen Mitgliedern von Militant aus der Labour Party ausgeschlossen. Die Gruppe verließ die Partei und gründete Militant Labour, aus der 1996 die Socialist Party hervorging.
Higgins versprach, nur einen durchschnittlichen Facharbeiterlohn und damit weniger als die Hälfte seiner Parlamentsbezüge anzunehmen und den Rest an die Partei und fortschrittliche Kampagnen zu spenden. Er wurde 1997 als bisher einziger Trotzkist ins Parlament gewählt, 2002 gelang ihm die Wiederwahl. 2007 trat er erneut an, verlor allerdings knapp seinen Sitz.
2003 verbrachte er einen Monat im Gefängnis, nachdem er gegen die Einführung von Gebühren für die Müllabfuhr protestiert hatte. Auch bei einer Kampagne gegen die Abschiebung eines nigerianischen Schülers spielte Higgins eine bedeutende Rolle.
Er benutzte das Parlament als Plattform, um die Ausbeutung von migrantischen Arbeitern in Irland zu thematisieren. Higgins und andere gaben an, dass viele Unternehmen Migranten weniger als den Mindestlohn bezahlen und in einigen Fällen Überstunden nicht entlohnen würden. Im März 2005 fuhren Higgins und eine Delegation ehemaliger türkischer Beschäftigter von GAMA Endustri, einer in Irland arbeitenden türkischen Baufirma, nach Amsterdam, wo sie herausfanden, dass GAMA die Arbeiter um Lohnzahlungen in einer Höhe von bis zu 30 Millionen Euro betrogen hatte.
Higgins galt weithin als der geistreichste Redner im Parlament, als einem von wenigen Oppositionsführern wurde ihm die Fähigkeit zugeschrieben, den Premierminister Bertie Ahern erfolgreich zu kritisieren.
2007 verlor er entgegen den Umfragen seinen Parlamentssitz. Obwohl die Socialist Party in anderen Wahlkreisen ähnlich viele Stimmen wie 2002 bekommen hatte, verlor sie in Dublin West 20 %. Higgins vermutete als Ursache, dass die Wahlkreisgrenzen trotz gestiegener Einwohnerzahl nicht korrigiert wurden.
Bei der Europawahl in Irland 2009 gewann er einen der drei Sitze im Europäischen Parlament für den Wahlkreis Dublin. Er war hier Mitglied der Fraktion GUE/NGL und gehörte dem Ausschuss für internationalen Handel an.
Am 24. Februar 2011 gab er sein Mandat im Europäischen Parlament auf, nachdem er bei der irischen Parlamentswahl erneut in den Dáil Éireann gewählt worden war. Bei der Gründung der Anti-Austerity Alliance unter Beteiligung der Socialist Party 2014 wurde er auch Mitglied dieser Partei. Zur Wahl 2016 trat er nicht mehr an und überließ die Kandidatur für die AAA in Dublin West der zwischenzeitlich bei einer Nachwahl ins Parlament eingezogenen Abgeordneten Ruth Coppinger, die den Sitz verteidigen konnte.